# ArchLord
El món fictici d'ArchLord anomenat Chantra ha suposat un conjunt de productes al voltant d'aquest: dos videojocs i un còmic. L'ambientació és fantàstica.

## Videojocs
ArchLord fou llançat al mercat occidental el 2006. És un videojoc de rol massiu per a ordinador personal. Té una banda sonora que es venia junt al videojoc a una edició especial. Està composta per Jae-hwan Jung i està interpretada per l'Orquestra Simfònica de Londres.
| Núm.          | Títol                  | Durada  |
| ------------- | ---------------------- | ------- |
| 1.            | «Intro»                | 5:21    |
| 2.            | «Archlord - Ladamuste» | 6:02    |
| 3.            | «Del Paras»            | 3:12    |
| 4.            | «Shamruk»              | 4:00    |
| 5.            | «Kun»                  | 3:51    |
| 6.            | «Elan Jines»           | 4:12    |
| 7.            | «Track 7»              | 00:28   |
| 8.            | «Whistle»              | 3:08    |
| 9.            | «Track 9»              | 2:43    |
| 10.           | «Thoulan»              | 2:49    |
| 11.           | «Battle 1»             | 1:46    |
| 12.           | «Battle 2»             | 0:59    |
| 13.           | «Serendo»              | 2:03    |
| 14.           | «Edge'o Rock»          | 1:41    |
| 15.           | «Track 15»             | 3:05    |
| 16.           | «Membreathen»          | 3:56    |
| 17.           | «Track 17»             | 2:13    |
| 18.           | «Xailok»               | 3:46    |
| 19.           | «Cie Selva»            | 3:06    |
| 20.           | «Charios»              | 3:53    |
| 21.           | «Raz Marq»             | 1:52    |
| 22.           | «Elka»                 | 2:24    |
| 23.           | «Kimima Jungle»        | 3:15    |
| 24.           | «Windrill»             | 3:12    |
| 25.           | «Track 25»             | 3:11    |
| Durada total: | Durada total:          | 1:16:08 |

ArchLord 2 és un videojoc de rol massiu de món obert per a ordinador personal. No hi ha classes, Estarà centrat en la lluita de jugadors contra jugadors, on podran arribar a lluitar 200 jugadors contra 200 jugadors. Hi ha dos bàndols: Azuni i Crunn. La música del videojoc està composta per Cris Velasco.

## Còmic
ArchLord (original en coreà: 아크로드): és una sèrie de còmics coreans composta per 6 volums, dels quals el primer eixí a Corea del Sud l'any 2005. L'autor és Park Jin-Hwan. L'editorial original és Daewon, l'espanyola és Ivrea i la francesa és Tokebi.